# Roller Hockey Premier League 2001-2002
La Roller Hockey Premier League 2001-2002 è stata la 28ª edizione del torneo di primo livello del campionato inglese di hockey su pista. Il titolo è stato conquistato dall'Herne Bay United per la nona volta nella sua storia.

## Squadre partecipanti
| Club             | Stagione | Città                  | Impianto                     | Stagione precedente                                                  |
| ---------------- | -------- | ---------------------- | ---------------------------- | -------------------------------------------------------------------- |
| Grimsby          | dettagli | Grimsby                | Grimsby leisure centre       | 5º in Roller Hockey Premier League 2000-2001                         |
| Halifax          | dettagli | Halifax                |                              | 7º in Roller Hockey Premier League 2000-2001                         |
| Herne Bay United | dettagli | Herne Bay              | The Bay Arena                | 1º in Roller Hockey Premier League 2000-2001, campione d'Inghilterra |
| Letchworth       | dettagli | Letchworth Garden City |                              | 4º in Roller Hockey Premier League 2000-2001                         |
| Maidstone        | dettagli | Maidstone              |                              | 3º in Roller Hockey Premier League 2000-2001                         |
| Manchester       | dettagli | Manchester             | Arcadia Sports Centre        | 2º in Roller Hockey Premier League 2000-2001                         |
| Middlesbrough    | dettagli | Middlesbrough          | Middlesbrough sports village | 6º in Roller Hockey Premier League 2000-2001                         |
| Sheffield        | dettagli | Sheffield              |                              | 8º in Roller Hockey Premier League 2000-2001                         |

## Classifica finale
|                        | Pos. | Squadra          | Pt | G  | V  | N | P  | GF  | GS  | DR   |
| ---------------------- | ---- | ---------------- | -- | -- | -- | - | -- | --- | --- | ---- |
| Inghilterra (bandiera) | 1.   | Herne Bay United | 38 | 14 | 11 | 2 | 1  | 117 | 38  | +79  |
|                        | 2.   | Maidstone        | 37 | 14 | 11 | 1 | 2  | 90  | 36  | +54  |
|                        | 3.   | Middlesbrough    | 30 | 14 | 8  | 0 | 6  | 94  | 69  | +25  |
|                        | 4.   | Grimsby          | 30 | 14 | 7  | 2 | 5  | 110 | 119 | -9   |
|                        | 5.   | Letchworth       | 28 | 14 | 6  | 2 | 6  | 108 | 77  | +31  |
|                        | 6.   | Manchester       | 28 | 14 | 6  | 2 | 6  | 106 | 92  | +14  |
|                        | 7.   | Halifax          | 18 | 14 | 1  | 2 | 11 | 51  | 167 | -116 |
|                        | 8.   | Sheffield        | 15 | 14 | 0  | 1 | 13 | 52  | 130 | -78  |

Legenda:
      Campione d'Inghilterra e ammessa alla CERH Champions League 2001-2002.
      Ammesse alla Coppa CERS 2001-2002.
Note:
Tre punti a vittoria, due a pareggio, uno a sconfitta.
L'Herne Bay United rinuncia a partecipare alla CERH Champions League e partecipa alla Coppa CERS.
Il Maidstone e il Middlesbrough rinunciano a partecipare alla coppa CERS; al loro posto subentra il Grimsby.

## Verdetti
| Verdetto                         | Club                         |
| -------------------------------- | ---------------------------- |
| Campione d'Inghilterra 2001-2002 | Herne Bay United (9º titolo) |
| Coppa CERS 2002-2003             | Herne Bay United Grimsby     |